# Збіжність за розподілом
Збіжність за розподілом в теорії ймовірностей — вид збіжності випадкових величин.

## Визначення
Нехай дано ймовірнісний простір {\displaystyle (\Omega ,{\mathcal {F}},\mathbb {P} )} і на ньому визначені випадкові величини {\displaystyle X,X_{n}:\Omega \to \mathbb {R} ^{m},\,n=1,2,\ldots }. Кожна випадкова величина індукує ймовірнісну міру на {\displaystyle \mathbb {R} ^{m}}, що називається розподілом.
Випадкові величини {\displaystyle X_{n}} збігаються за розподілом до випадкової величини {\displaystyle X}, якщо розподіли {\displaystyle \mathbb {P} ^{X_{n}}} слабко збігаються до розподілу {\displaystyle \mathbb {P} ^{X}}, тобто
{\displaystyle \lim \limits _{n\to \infty }\int \limits _{\mathbb {R} ^{m}}f(x)\,\mathbb {P} ^{X_{n}}(dx)=\int \limits _{\mathbb {R} ^{m}}f(x)\,\mathbb {P} ^{X}(dx)}
для будь-якої борелевої функції {\displaystyle f:\mathbb {R} ^{m}\to \mathbb {R} }.

## Зауваження
- Користуючись теоремою про заміну міри в інтегралі Лебега, остання рівність може бути переписана так:

{\displaystyle \lim \limits _{n\to \infty }\mathbb {E} f(X_{n})=\mathbb {E} f(X)}.
- Границя за розподілом не єдина. Якщо розподіли двох випадкових величин ідентичні, то вони або обидва є границею за розподілом послідовності випадкових величин або обидва не є.

## Властивості збіжності за розподілом
- Випадкові величини {\displaystyle X_{n}} збігаються за розподілом до {\displaystyle X}, якщо їх функції розподілу {\displaystyle F_{X_{n}}} збігаються до функції розподілу границі {\displaystyle F_{X}} у всіх точках неперервності останньої:

{\displaystyle F_{X}\in C(x)\Rightarrow \lim \limits _{n\to \infty }F_{X_{n}}(x)=F_{X}(x)}.
- Якщо всі випадкові величини в означенні дискретні, то {\displaystyle X_{n}\to ^{\!\!\!\!\!\!\!{\mathcal {D}}}X} тоді і тільки тоді, коли є збіжність функцій імовірності:

{\displaystyle \lim \limits _{n\to \infty }p_{X_{n}}(x)=p_{X}(x)}.
- Якщо всі випадкові величини в означенні абсолютно неперервні, і їх щільності збігаються:

{\displaystyle \lim \limits _{n\to \infty }f_{X_{n}}(x)\to f_{X}(x)} майже скрізь, то {\displaystyle X_{n}\to ^{\!\!\!\!\!\!\!{\mathcal {D}}}X}. Обернене, взагалі кажучи, невірно!
- Зі збіжності за ймовірністю (а, отже, і збіжності майже скрізь і в {\displaystyle L^{p}}) випливає збіжність за розподілом:

{\displaystyle X_{n}\to ^{\!\!\!\!\!\!\!\mathbb {P} }X\Rightarrow X_{n}\to ^{\!\!\!\!\!\!\!{\mathcal {D}}}X}.
Обернене, взагалі кажучи, невірно.